# Moderanno di Rennes
Moderanno, anche Moderano (in francese Modràn, in latino Moderamnus (Rennes, ... – Berceto, VIII secolo), è stato un vescovo francese, titolare della cattedra di Rennes, poi abate dell'abbazia di Berceto, città della quale è il santo protettore.

## Agiografia
Moderanno, vescovo di Rennes, antica capitale del Ducato di Bretagna, compì un pellegrinaggio verso Roma: si fermò a Reims dove ricevette delle reliquie di San Remigio da portare al Papa. Durante una sosta al Passo della Cisa, lungo la via Francigena, le appese a un ramo e se le dimenticò; al ritorno l'albero era cresciuto e le preziose reliquie erano finite in alto. Visto inutile ogni sforzo, il pellegrino promise di donare le reliquie, se avesse potuto riottenerle, alla vicina abbazia di Berceto. La pianta allora si abbassò. 
Moderanno poi venne nominato da Liutprando, re dei Longobardi, priore dell'abbazia di Berceto; tornato in Francia, dette le dimissioni da vescovo di Rennes e fece eleggere un successore. 
Poi tornò a Berceto e vi morì pochi anni dopo.

## Culto
I suoi resti furono portati in Francia, a Rennes, solo nel XIX secolo.
Lungo la via Francigena esiste ancora una Fonte detta di San Moderanno, che corrisponderebbe al luogo del miracolo. Viene considerato patrono di Berceto e a lui è dedicata la chiesa cattedrale del paese. 
Dal Martirologio Romano al 22 ottobre: "Nel monastero di Berceto in Lombardia (Berceto non è in Lombardia ma attualmente in provincia di Parma, sulla via Francigena), san Moderano, abate e un tempo vescovo di Rennes in Francia, insigne per amore di solitudine e pietà verso i luoghi dei santi".